# 海角驚魂
是一部1991年馬丁·史柯西斯执导的心理惊悚電影，是1962年的同名电影《海角亡魂》的重拍版，勞勃·狄尼洛、尼克·诺尔蒂、杰西卡·兰格和朱麗葉特·劉易斯主演。入选柏林影展主竞赛片。狄尼洛、茱麗葉特的精彩演出分别获得了奥斯卡和金球奖最佳男主角、女配角奖提名。

## 剧情
律师萨姆出于道义隐藏了对卡迪有利的一份证据，致使强奸犯卡迪被施以重刑入狱十四年。卡迪刑满释放之后来到了萨姆居住的小城，开始了针对萨姆一家人疯狂的复仇行动。

## 角色
- 羅拔·迪尼路 飾演 Max Cady（英语：Max Cady）
- 尼克·諾特 飾演 Sam Bowden，律师
- 潔西卡·蘭芝 飾演 Leigh Bowden，Sam妻子
- 朱麗葉特·劉易斯 飾演 Danielle Bowden，Sam之女
- 喬·唐·貝克（英语：Joe Don Baker） 飾演 Claude Kersek
- 羅拔·米湛 飾演 Lt. Elgart
- 格力哥利·柏 飾演 Lee Heller
- 馬丁·鮑爾薩姆 飾演 法官
- 伊麗娜·道格拉斯（英语：Illeana Douglas） 飾演 Lori Davis
- 佛瑞德·湯普森 飾演 Tom Broadbent
- Zully Montero（英语：Zully Montero） 飾演 Graciella
- 查理斯·史高西斯 飾演 Fruitstand Customer